# Stefanie de Roux
Stefanie de Roux Martin (Panama, 5 agosto 1982) è una modella panamense, eletta Señorita Panama 2002.
Ha rappresentato Panama a Miss Universo 2003, che si è tenuto a Panama, dove la modella è riuscita ad arrivare sino alle semifinali. È stata inoltre la rappresentante del proprio paese anche a Miss Terra 2006, che si è tenuto il 26 novembre 2006 a Manila, nelle Filippine, dove è arrivata alla quinta posizione.
La carriera della De Roux's nel mondo dello spettacolo inizia all'età di quindici anni, quando partecipa ad una sfilata di moda organizzata per raccogliere fondi per la ricerca sul cancro. Poco tempo dopo, viene ingaggiata da un'agenzia di moda ed inizia a lavorare come modella professionista. In seguito Stefanie de Roux ha aperto una scuola per modelle.
Dopo il suo piazzamento come finalista di Miss Terra, la de Roux è stata inserita nella lista degli alunni della Southern Methodist University che sono riusciti a distinguersi.